# トルクメニスタンの国際関係
本項目では、トルクメニスタンの国際関係について述べる。
トルクメニスタンの「永世中立国」宣言は1995年に国際連合により正式に認定された。前大統領のサパルムラト・ニヤゾフは、中立性は多国間国防組織への参加を妨げるが、軍事支援を妨げるものではないと述べた。トルクメニスタンの中立国としての外交政策は国の憲法でも重要な位置を占めている。
トルクメニスタン政府はアメリカ合衆国やトルコを重要な貿易相手国としているが、トルクメニスタンはロシアやイランとの貿易上で密接な関係にあり、アフガニスタンとも国境を挟んだ貿易の額が年々増加傾向にある。トルクメニスタン政府は特にエネルギー問題に関しては、他国から譲歩を引き出すための手段として貿易相手国の利害関係を利用しようとする事が多い。

## 国際紛争
カスピ海上の領海はカザフスタン、アゼルバイジャンやイランといった周辺諸国との間でまだ策定されていない。トルクメニスタンはロシアとの間では共有地やカスピ海上の領海の問題を有していない。トルクメニスタンとウズベキスタンは水の共有に関して紛争を抱えている。さらに、アフガニスタンからの麻薬はトルクメニスタンを経由してロシアや欧州の市場へと送られる。ロシアやカザフスタンとの間の領海紛争は2003年に解決を見たものの、イランやアゼルバイジャンとの領海紛争は未だに残ったままである。

## 天然資源
2006年12月に大統領のサパルムラト・ニヤゾフが亡くなって以降、トルクメニスタンの天然資源について多くの憶測や不確実な情報が飛び交っている。トルクメニスタン国内では天然ガスが豊富に採れるため、現在は国内の天然ガスの大部分をロシアやウクライナへと売却している。しかし、近年の政権交代により、中国、インド、イラン、アメリカ合衆国などの国では新たな政権下ではより良い状況で天然資源市場に参入できるのではないかという期待が持たれている。
トルクメニスタンはEU・INOGATEエネルギープログラムの重要なパートナー国であり、4つの懸案がある。エネルギー安全保障体制の強化、EU内エネルギー市場の原則に従ったエネルギー市場加盟国の策定、持続可能なエネルギーの開発支援、そしてエネルギープロジェクトに対する投資である。

## 国際組織
トルクメニスタンは国際連合、国際通貨基金（IMF）、世界銀行、経済協力開発機構、欧州安全保障協力機構（OSCE）、イスラム協力機構、イスラム開発銀行、アジア開発銀行、欧州復興開発銀行、国際連合食糧農業機関の正式加盟国である。また、独立国家共同体（CIS）の準加盟国でもある。

## 周辺諸国

### アフガニスタン
トルクメニスタンとアフガニスタンの二国間関係には大きな伸びしろが常に存在している。トルクメニスタンは世界第四位の天然ガス産出国であり、アフガニスタンを通過してより大きな規模の市場へと天然ガスを送る転送ルートの開発が実現可能で経済的なものであるとして検討がなされている。経済大国としてのインドの台頭やエネルギー利用量の増加により、トルクメニスタンと中央アジアエネルギー市場は中国以外にインドへと天然ガスを運ぶという選択肢を得ることとなった。トルクメニスタン＝アフガニスタン＝パキスタン＝インド・パイプライン (TAPI) はこれらの国の間で最重要議題の一つとなっている。トルクメニスタンの天然ガスをアフガニスタンとパキスタン、さらにはインドへと運ぶパイプラインの建設に関する合意が2010年に得られた。
加えて、アフガニスタンは国内の電力供給の大部分をトルクメニスタンに依存する状況に陥っている。現代では、アフガニスタンは毎年3.2億Kw/h以上の電気をトルクメニスタンから輸入している。
2011年、トルクメニスタンはトルクメニスタン東部からアフガニスタンのファーリヤーブ州にある国境の町Andkhoiまでの鉄道の150kmの延長を行うことで合意した。
2011年4月1日時点において、トルクメニスタンには44のアフガニスタン資本の企業がある。
なお、ターリバーン政権時代、トルクメニスタンはターリバーン政権を承認してはいなかったが、ターリバーンの代表部がトルクメニスタンに置かれていた。

### イラン
イランとトルクメニスタンは1991年にソビエト連邦からトルクメニスタンが独立して以降、外交関係を保っている。イランはトルクメニスタンを独立国として認めた最初の国である。外交関係を樹立して以降、両国は良好な関係を保っており経済、インフラ、エネルギー部門などで協力関係にある。両国間の貿易額は10億USドルを超えており、イラン人は天然ガスを主要製品とするトルクメニスタンの製品を購入する世界第二位の顧客となっている。トルクメニスタン西部にある1.39億USドルのコルペジェ＝コルドクーイー・ガスパイプラインやトルクメニスタン南部に建設された1.67億USドルのドゥースティーダム（ドゥースティー - دوستی、Doustiはペルシア語で友好を意味する）はイランとトルクメニスタンの合弁企業により建設されたものである。
カスピ海の国境線は両国間の緊張の原因となっている。イランのウラマーによるイスラム的な神権政治と、トルクメニスタンの世俗的な独裁体制という政治体制の違いは両国間のさらなる親密な関係発展を妨げるものとなっている。

### カザフスタン
- カザフスタンはアシガバートに大使館をおいている。
- トルクメニスタンはアスタナに大使館をおいている。

## 日本との関係
日本とトルクメニスタンは、ニヤゾフ政権時代から比較的良好な関係であり、2009年12月16日にはベルディムハメドフ大統領が鳩山由紀夫首相と会談を行なう他、
アザディ名称世界言語大学における日本語学科の設立や同大学における日本語教育環境の更なる整備に向けて今後も支援していくことを約束している。また2016年3月、同大統領は国連防災世界会議に出席する為に日本を訪問しており、その時に日本経団連の幹部とも会談を行なっている。トルクメニスタンにおける活動への日本企業の積極的な参加に対する期待を表明するなど両国間の今後の親密な関係発展は望ましいものとされている。

## その他

### アルメニア
- 1992年に正式な国交が樹立された。
- アルメニアはアシガバートに大使館をおいている。
- トルクメニスタンはエレバンに大使館をおいている。
- 両国は欧州安全保障協力機構の正式加盟国である。
- トルクメニスタンに居住する在トルクメニスタンアルメニア人の数は30,000～44,000人である。

### ベラルーシ
- 1992年に正式な国交が樹立された。
- ベラルーシはアシガバートに大使館をおいている[2]
- トルクメニスタンはミンスクに大使館をおいている。

### パキスタン
- 1992年5月10日に正式な国交が樹立された。
- パキスタンは1991年12月にトルクメニスタンが独立した際に独立を認めた最初の国々の一つである。2001年のトルクメニスタン独立10周年を祝うため、パキスタンはトルクメニスタンの国旗をあしらった記念切手を発行した[3]。

### ロシア
- ロシアはアシガバートに大使館をおいており、トルクメンバシに総領事館をおいている[4]。
- トルクメニスタンはモスクワに大使館をおいている[5]。

近年、ロシアとトルクメニスタンの関係はトルクメニスタン国内の天然ガスの輸出契約を確保する上でロシアが援助したことにより関係が進展している。ロシアはトルクメニスタンの豊富な炭化水素資源確保を巡って中国、欧州連合（EU）、インド、アメリカ合衆国と競争を繰り広げている。両国はロシアへのガス輸出を巡って価格交渉で舌戦を繰り広げることが多い。トルクメニスタン大統領のグルバングル・ベルディムハメドフはロシアが関わるプリカスピースキー・パイプラインの拡張と供給強化に同意しているが、この目標に向けた行動はまだ何も起こしていない。

### アメリカ合衆国
アメリカ合衆国とトルクメニスタンはトルクメニスタンの民主化と経済復興に関する道筋を建てる上で合意には至っていない。アメリカ合衆国は経済成長及び真の独立と主権を得るための最善の方法として、貿易や投資に関する法的整備に加えて、産業の民営化、市場の自由化、そして財政改革を行うよう求めている。アメリカ合衆国の大使館、アメリカ合衆国国際開発庁（USAID）、そして平和部隊はトルクメニスタンのアシガバートにある。

### フランス
1992年3月6日、外交関係が樹立された。フランスはアシガバートに在トルクメニスタン大使館をおいている。フランスの建設企業ブイグはトルクメニスタンにおいて建設計画を立て、トルクメニスタン国内において2番目に大きな契約を交わした。フランスの企業Thales Alenia Spaceは初の人工衛星のTurkmen Satの建造を行った。